# Хмари (п'єса)
«Хмари» (дав.-гр. Νεφέλαι) — п'єса давньогрецького поета і драматурга Арістофана. Поставлена на Великих Діонісіях 423 до н. е., комедія здобула третє місце. Першу нагороду було присуджено тоді комедіографові Кратіну за п'єсу «Пляшка», другу — Аміпсію, авторові комедії «Кони». Пізніше Арістофан пробував переробити «Хмари», проте не завершив до кінця роботи.
Хмари провалилися на першому показі, і той варіант п'єси, який ми маємо, є новою її редакцією, що, очевидно, так і не побачила сцени і, ймовірно, навіть не була завершена. Зараз вона складається з 1510 віршів. Карикатура на Сократа, що представляє його натурфілософом і софістом, досить далека від істини, а майже трагічний фінал здається не занадто вдалою заміною (з театральної точки зору) традиційного свята. Однак у п'єсі є чудові ліричні рядки, а оцінки героями сучасної їм освіти становлять значний історичний інтерес.

## Тема
Тема комедії — сутичка «старого» і «нового» світоглядів, зокрема старих і нових засад виховання і моралі. Сатиру скеровано проти нового, тобто проти тієї раціоналістичної філософії, індивідуалістичної етики, раціоналістичної педагогіки, що об'єднуються, звичайно під назвою «грецької софістики» другої половини V ст. до н. е. Своєю проповіддю відносності кожного знання та умовності всяких моральних поглядів софісти розкладали колишню релігію, мораль і державу. Символічним представником цих нових теорій, які широкому загалові мали здаватися «туманними», в комедії Арістофана є хор хмар, а індивідуальним носієм цих теорій є Сократ, який має тут дуже мало спільного з історичним Сократом. Як і взагалі, глибоко серйозну тему розроблено в Арістофана в тоні гостро комічної буфонади.

## Сюжет
На кону — два будинки: в одному з них старий Стрепсіад мучиться від безсоння; клопіт дошкуляє йому гірше від блощиць; дошкуляють борги, а причина боргів — марнотратство сина й жінки, яку Стрепсіад узяв з панської родини.
Єдиний спосіб полагодити справи — послати сина вчитися до софістів, які вчать, як праве діло зробити неправим і навпаки. Але син категорично відмовився йти вчитися до модних філософів. Тоді Стрепсіад сам іде до школи. Він здибав там Сократа, який, підвішений у коші, розмірковує про таємниці потойбічного життя, і цілу юрбу його учнів. Сократ розтлумачує Стрепсіадові, що, по-перше, немає ніяких богів, крім Хмар, що немає й і самого Зевса Олімпійського, місце якого займає Вихор (грецькі матеріалісти, раніше ще від гіпотези Канта—Лапласа, надавали вихровому рухові переважної ролі в утворенні світу). Проте нездібному й непам'яткому Стрепсіадові, незважаючи на його бажання й зусилля, наука не дається. Він сам це відчуває, і Сократ, нарешті його проганяє. Стрепсіад починає знову умовляти сина піти в науку. Тепер Фідіппід згоджується. Стрепсіад просить Сократа, щоб той навчив його сина за одним разом обох мов — і правдивої, і брехливої, а якщо не можна обох відразу, то хоча б брехливої. І от на кону дві алегоричні постаті: Правий — втілення старовини, і Неправий — втілення модного вчення. Вони жорстоко сперечаються. З суперечки Правий виходить з кону переможцем. Фідіппід збагнув софістичну премудрість. Кредиторів засоромлено й прогнано; але Фідіппід використовує свої нові знання й проти батька, доводячи йому, що він має таке саме право вчити його, батька, биттям яке батько мав над ним у дитинстві (в аргументації сина цілий ряд прямих натяків на вчення софістів про закон, про відносність моралі тощо). У розпачі Стрепсіад проклинає день, коли він надумав звернутися до нової науки, і кидається підпалювати вогнище брехливої освіти — школу Сократа.

## Головні герої
Дійові особи комедії — старий, пришелепуватий аттіцький селянин Стрепсіад, його син Фідіппід, Сократ і його учень, сусіди і кредитори Стрепсіада — Пасій та Аміній, слуга Ксантій, хор Хмар (одягнених у довгі покривала, в масках, для сміху з довгими носами), Херефонт, ще дві алегоричні постаті — Правий (представник давніх звичаїв) і Неправий — (представник нової моралі).

## Опис особливостей життя стародавніх афінян
«Хмари» спрямовані проти філософії софістів, її розбещувального впливу на суспільство й особливо юнаків. Крім основної фабули, твір містить опис багатьох особливостей життя давніх греків.

### Критика софістів
Як вірянин, Арістофан критикував софістику за підміну традиційних вірувань предків новими божествами. Драматург звинувачував софістів у безбожності. Але сказати лише цього було недостатньо. Драматург вивів систему нових божеств софістів. «Хмари» — символ неясності та розпливчастості їхньої думки. Як нове божество також згадано «Мову». Риторика стала невіддільною частиною навчання у софістів. Її вивчення мало суто практичну мету — вміння переконливо говорити на суді і в Народних зборах. Арістофан критикував й одночасно висміював твердження Протагора «Людина є мірою всіх речей». Від прийняття думки, що істина та брехня відносні і залежать лише від сприйняття конкретного індивіда, один крок до визнання аморальності та безпринципності у політиці та приватному житті.
У комедії висміюються порожні промови нових «мудреців», їхня впевненість, що лише їм одним відома істина. Згідно з Арістофаном, серед них може бути і є кілька щиро схиблених, але в основному вони ошуканці та шахраї. У пародійному дусі представлені «наукові» завдання, методи їхнього розв'язання. Нікчемність нової науки проявляється в репліках Стрепсіада, який представлений в ролі блазня-бомолоха. Він під час навчання відпускає скрізні жарти. На запитання Сократа: «Ну що спіймав?», — Стрепсіад, що має на увазі високі думки, відповідає, що зміг зловити «ось цей хвостик в руку праву».
Антикознавці відзначають невірне зображення Сократа в «Хмарах». У цього філософа не було окремого приміщення, де він навчав афінян; він був бідний, але плати за свої бесіди не брав. Однак саме його в народі вважали найбільш майстерним софістом. Йому ставили в провину безбожництво, зокрема тому, що він намагався проникнути в те, що, на думку афінян, боги навмисно приховали від людини. Так дивилися в народі на Сократа, і це уявлення про нього Аристофан взяв за основу. За сучасними оцінками, створений Арістофаном в «Хмарах» образ Сократа відображав нерозуміння його діяльності демосом. Народ турбувало все, що не вписувалося в рамки афінської демократії, усвідомлення своєї розумової й ідеологічної поразки. Жителі Афін звикли відчувати себе панами Еллади, переможцями величезної армії Ксеркса. Сократ, як, втім, й інші філософи, викликав у них відчуття неспокою, як людина, здатна знищити їхню ідеологію. Очевидно, зовнішній вигляд і манери філософа посприяли тому, що саме його вибрав Арістофан для своєї комедії. Для багатьох городян Сократ був диваком, схибленим. Арістофан довів до гротеску зовнішній вигляд філософа «Бродить босий, озираючись направо, наліво, ходить чванно та важливо, в лахмітті, тремтячи». Сократа за життя висміювали і звинувачували в різних гріхах й інші комедіографи, як Аміпсій, Кратін і Телеклід. Їхні твори не збереглися. Клавдій Еліан писав, що комедіографи не полюбили філософа, оскільки Сократ привселюдно показував своє презирство до їхньої творчості.
Німецький поет і драматург Готгольд Ефраїм Лессінг так підсумував образ Сократа в «Хмарах»: «Під ім'ям Сократа Арістофан хотів виставити смішним і підозрілим не одного Сократа, а всіх софістів, які займалися вихованням молодих людей. Його героєм був взагалі небезпечний софіст, і він назвав його Сократом тільки тому, що таким проголосила Сократа поголос».
Як приклад «успішних» учнів софістів наведено політика Гіпербола та філософа Херефонта. Згідно з Арістофаном, Гіпербол спочатку за сто мін навчився мистецтву говорити, а потім брехнею й обманом здобув «талантів сто і більше». На запитання Стрепсіада про те, на кого він стане схожим, якщо буде старанним учнем, Сократ відповідає: «На Херефонта». «Біда, біда мені! Напівтрупом зроблюся!» — вигукує Стрепсіад. В цьому випадку Арістофан висміює зовнішній вигляд «типового» учня Сократа.

### Зміна системи освіти
У «Хмарах» знайшло відображення зміни системи навчання молодого афінянина. Навчання читання, письма, музики та гімнастики, які колись становили основу виховання, вже не задовольняло молодих людей. Мандрівні вчителі мудрості софісти вчили буквально всього — мистецтву мислити та говорити, фізики, астрономії, математики, красномовства, поетики тощо. Вони доповнили програму традиційного навчання юнацтва та започаткували вищу освіту. Сцена розмови Правди та Кривди містить виклад принципів старого та нового виховання. Фідіппід декламує на бенкеті Евріпіда, а не Есхіла або Сімоніда, які, на його думку застаріли. Сократ забороняє своїм учням займатися гімнастикою, що свідчить про зменшення її ролі у новій системі освіти.
Автор додає до п'єси «кулінарно-педагогічні метафори». Вчення Сократа він порівнює з нестерпною для шлунка їжею. Сприйняття сократівської мудрості здається йому підозрілим.  Щобільше, воно свідчить про зіпсованість учнів філософа.

## Переклади
Перший переклад комедії українською мовою зробив Тарас Франко. Також комедію переклав Борис Тен.
- Хмари. Перекл. Т. Франка. Львів, 1918
- Комедії: пер. із старогрецької / Арістофан; вступ. ст.: О. Білецький; приміт.: Й. Кобов. — Київ: Дніпро, 1980. — 508 с. Хмари 83-159 с.